# PTPN7
La tirosina fosfatasa no receptora tipo 7 (PTPN7) es una enzima codificada en humanos por el gen ptpn7.

## Características
Esta proteína pertenece a la familia de las tirosina fosfatasas (PTP). Los miembros de esta familia son conocidos por ser moléculas de señalización que regulan gran variedad de procesos celulares como proliferación celular, diferenciación celular, mitosis y transformación oncogénica. El gen que expresa esta fosfatasa es preferiblemente expresado en una variedad de las células hematopoyéticas, y es un gen de expresión rápida en células estimuladas por citoquinas. El extremo N-terminal no catalítico de PTPN7 puede interaccionar con MAP quinasas y suprimir su actividad. Esta PTP parece estar implicada en la regulación de la señalización del receptor de antígenos de linfocitos T (TCR), que parece actuar por medio de la defosforilación de moléculas relacionadas con la ruta MAPK. Se han descrito dos variantes transcripcionales de este gen, que codifican diferentes isoformas de la enzima.

## Interacciones
La proteína PTPN7 ha demostrado ser capaz de interaccionar con:
- MAPK3[3][4][5]
- MAPK1[3][5]